# Taenaris anna
Taenaris anna är en fjärilsart som beskrevs av Hans Fruhstorfer 1915. Taenaris anna ingår i släktet Taenaris och familjen praktfjärilar. Inga underarter finns listade i Catalogue of Life.